# Jacksonia lehmannii
Jacksonia lehmannii är en ärtväxtart som beskrevs av Meissner. Jacksonia lehmannii ingår i släktet Jacksonia och familjen ärtväxter. Inga underarter finns listade i Catalogue of Life.